# Jaco Mos
Jaco Mos est un patineur de vitesse sur piste courte néerlandais.

## Biographie
Aux épreuves de Patinage de vitesse sur piste courte aux Jeux olympiques de 1988, il remporte le relais avec Peter van der Velde, Richard Suyten et Charles Veldhoven.

## Palmarès
- 1987 :  Championnats du monde, relais 5 000 m
- 1988 :  Championnats du monde, relais 5 000 m
- 1988 :  Jeux olympiques, relais 5 000 m
- 1989 :  Championnats du monde, relais 5 000 m